# Debreceni köztemető
A Debreceni köztemető vagy Nagyerdei temető a város 1932-ben megnyitott köztemetője a Nagyerdőben.

## Története
A városi közgyűlés 1909-ben határozta el a köztemető létrehozását, amely akkor a csapókerti Kincseshegy homokdombjain lett volna. 1928-ban a Nagyerdő keleti felénél lévő, 100 holdas területet jelölték erre a célra. A munkákat 1931. május 12-én kezdték el, és 1932. július 15-én adták át a kész ravatalozót.
A temetőt Borsos József városi építész és Pohl Ferenc városi főkertész tervezte. A ravatalozó és a krematórium Borsos tervei szerint épült magyaros szecessziós stílusban. A krematórium Magyarország első ilyen építménye, de üzembe helyezésére csak 1951-ben került sor.
A főbejáratnál Némethy László háromalakos Krisztus-szobra látható (1931), amely a gyászt, az együttérzést és a feltámadást egyszerre sugallja. A krematórium előtti medence végében Nagy Sándor János Halat szorító fiú szobra áll, amely tulajdonképpen csobogó. A bejáratnál lévő lélekharangot Cseh-Czeglédy András debreceni polgár adományozta a köztemetőnek 1932-ben.
Az 1932 előtti sírokat a régi temető felszámolásakor 1945 után szállították ide.

## További információ
- A debreceni köztemető védett sírjai, térinformatikai adatbázis és kereső
- Debreceni köztemetői hadisírok, térinformatikai adatbázis és kereső Archiválva 2023. január 15-i dátummal a Wayback Machine-ben